# Давейко, Джоуи
Джозеф Томас Давейко (англ. Joseph Thomas Dawejko; род. 11 июня 1990, Филадельфия, Пенсильвания, США) — американский боксёр-профессионал, с польскими корнями, джорнимен, выступающий в тяжёлой весовой категории. Четырнадцатикратный чемпион различных международных и национальных турниров, чемпион мира по боксу среди молодёжи (2008) в любителях. Среди профессионалов бывший чемпион США по версии WBC USA Silver (2023—2024), и бывший чемпион Центральной Америки по версии WBC FECARBOX (2017—2018) в тяжёлом весе.
Боксёр-нокаутёр ставший известным своими зрелищными, быстрыми нокаутами таких перспективных боксёров как: Нату Висиниа, Энобонг Умохетте и других.
Лучшая позиция по рейтингу BoxRec — 50-я (январь 2020) и являлся 22-м среди американских боксёров тяжёлой весовой категории, — входя в ТОП-50 лучших тяжеловесов всего мира.

## Любительская карьера
Будучи юниором, Давейко завоевал 14 различных чемпионских титулов. Самым важным из которых была золотая медаль в ноябре 2008 года на молодёжном чемпионате мира в Мексике. В этом турнире Давейко победил подряд четырех соперников: в первом раунде Клейтона Лорана с Виргинских островов (16-4), в четвертьфинале Бауыржана Акшабая из Казахстана (10-8), в полуфинале Егора Плевако из Украины (8-3) и в финале Эргуна Мерсина из Швейцарии (9-1). Благодаря этой победе, Давейко выиграл единственное золото на этом чемпионате мира для сборной команды США и стал первым американским чемпионом мира среди молодежи со времён Хуана Макферсона — завоевавшего свой титул в 2002 году.

## Профессиональная карьера
Карьеру профессионального боксёра Давейко начал 26 сентября 2009 года, победив в 6-раундовом бою единогласным решением судей своего соотечественника Ройфи Солиоу.
19 января 2013 года встретился с Джарреллом Миллером. По ходу боя Миллер был оштрафован на 2 очка за толкания. Бой продлился отведенные 4 раунда и закончился ничьей, на картах всех судей был одинаковый счет (37—37).
14 ноября 2013 года встретился с Чарльзом Мартином. Давейко принял предложение на бой за неделю до его начала. К середине третьего раунда, Давейко тяжело дышал. После 4 раунда Давейко отказался от продолжения боя. После боя он заявил, что он никогда не будет проводить бой снова без полного 6-8-недельного тренировочного лагеря.
25 января 2014 года встретился с Дерриком Росси. Давейко победил раздельным решением судей.
8 мая 2015 года состоялся бой Давейко за вакантный титул чемпиона штата Пенсильвания (США) с 42-летним очень опытным американским боксёром Амиром Мансуром (22-1-0, 16 КО), которому Давейко проиграл судейским решением в 10-раундовом напряжённом бою.
28 августа 2015 года Давейко встретился в бою с 31-летним опытным самоанским боксёром-нокаутёром Нату Висиниа (11-1, 9 КО), который превосходил его в росте на 10 см и в весе на 16,6 кг, но Давейко понадобилось всего 75 секунд, чтобы нокаутировать самоанца.
21 августа 2021 года в Гамбурге (Германия), досрочно нокаутом во 2-м раунде проиграл опытному небитому казахстанскому боксёру Жану Кособуцкому (15-0), в бою за титул чемпиона по версии WBA International (1-я защита Кособуцкого) в тяжёлом весе.
29 января 2022 года в городе Талса (США), досрочно техническим нокаутом в 8-м (последнем) раунде очень странно проиграл опытному небитому соотечественнику Стефану Шоу (15-0).
1 сентября 2022 года в городе Бенсалем (Пенсильвания, США), победил малоизвестного соотечественника Майка Маршалла (6-3-1) нокаутом в 4-м раунде. Маршалл по ходу боя был два раза в нокдауне - 2 и 4 раундах, но поднимался на ноги.
7 октября 2022 года, там же, победил по очкам в 6-раундовом бою известного стойкого джорнимэна Террел Джамал Вудса (28-53-9). Счет: 58—56, 59—55, 59—55.
2 мая 2022 года в городе Филадельфия (США) по очкам победил Колби Мэдисона (11-4-2). Счет судей составил: 59—55, 59—55, 59—55
17 июня 2022 года в Атлантик-Сити (США) техническим нокаутом в первом раунде победил Денниса Вэнса мл. (4-9).
15 сентября 2023 года в Филадельфии (США) во второй раз победил 40-летнего Колби Мэдисона (11-5-2). Счет судей: 80—70, 79—71, 78—72. Мэдисон дважды был на полу в последнем раунде, а на ставке боя был малозначительный пояс чемпиона США по версии WBC.
9 декабря 2023 года в Атлантик-Сити (США) нокаутировал в 1 раунде 39-летнего соотечественника - джорнимэна Джэсси Брайана (21-7-2, 16 КО). Бой был главным поединком вечера.
13 января 2024 года в Атлантик-Сити (Нью Джерси, США) проиграл по очкам 26-летнему Малику Титусу  (9-1, 9 КО) и потерял второстепенный пояс WBC USA Silver Heavy. Счет судей по итогу 8 раундов составил: 73—79, 74—78, 74—78 в пользу Титуса.
27 апреля 2024 года в Филадельфии (Пенсильвания) досрочно победил 42-летнего Вальтера Бернса (7-1, 5 КО) ввиду отказа от продолжения боя после 3-го раунда.
20 сентября 2024 года в Глендейл (Аризона, США) в андеркарде боя Хайме Мунгии пройдет поединок с молодым небитым проспектом Ричардом Торресом (10-0, 10 КО)

## Статистика профессиональных боёв
В таблице перечислены результаты всех поединков боксёров.
В каждой строке указан результат поединка. Дополнительно номер поединка обозначен цветом, который обозначает итог поединка. Расшифровка обозначений и цветов представлена в нижеследующей таблице.
| Пример | Расшифровка                     |
| ------ | ------------------------------- |
|        | Победа                          |
|        | Ничья                           |
|        | Поражение                       |
|        | Планируемый поединок            |
|        | Поединок признан несостоявшимся |
| КО     | Нокаут                          |
| ТКО    | Технический нокаут              |
| PTS    | Решение судей (по очкам)        |
| UD     | Единогласное решение судей      |
| MD     | Решение большинства судей       |
| SD     | Раздельное решение судей        |
| RTD    | Отказ от продолжения боя        |
| DQ     | Дисквалификация                 |
| NC     | Поединок признан несостоявшимся |

| 44 поединка, 28 побед (16 нокаутом), 4 ничьи, 12 поражений. | 44 поединка, 28 побед (16 нокаутом), 4 ничьи, 12 поражений. | 44 поединка, 28 побед (16 нокаутом), 4 ничьи, 12 поражений. | 44 поединка, 28 побед (16 нокаутом), 4 ничьи, 12 поражений. | 44 поединка, 28 побед (16 нокаутом), 4 ничьи, 12 поражений. | 44 поединка, 28 побед (16 нокаутом), 4 ничьи, 12 поражений. | 44 поединка, 28 побед (16 нокаутом), 4 ничьи, 12 поражений.                                                                                     |
| Бой                                                         | Рекорд                                                      | Дата боя                                                    | Соперник                                                    | Место проведения боя                                        | Раундов, время                                              | Дополнительно |
| ----------------------------------------------------------- | ----------------------------------------------------------- | ----------------------------------------------------------- | ----------------------------------------------------------- | ----------------------------------------------------------- | ----------------------------------------------------------- | --- |
| 44                                                          | 28-12-4                                                     | 21 сентября 2024                                            | Ричард Торрес (10-0)                                        | Дезерт Даймонд-арена, Глендейл, Аризона, США                | DQ 5 (8), 2:02                                              | Бой за титул по версии NABF Junior в тяжёлом весе. Давейко дисквалифицирован за неоднократное выплевывание каппы.                               |
| 43                                                          | 28-11-4                                                     | 27 апреля 2024                                              | Уолтер Бернс (7-1)                                          | Liacouras Center, Филадельфия, Пенсильвания, США            | RTD 3 (8), 3:00                                             | |
| 42                                                          | 27-11-4                                                     | 13 января 2024                                              | Малик Титус (9-1)                                           | Boardwalk Hall, Атлантик-Сити, Нью-Джерси, США              | UD 8 (8)                                                    | Счёт: 73-79, 74-78, 74-78. Утратил титул чемпиона США по версии WBC USA Silver в тяжёлом весе.                                                  |
| 41                                                          | 27-10-4                                                     | 9 декабря 2023                                              | Джесси Браян (21-7-2)                                       | Showboat Hotel, Атлантик-Сити, Нью-Джерси, США              | TKO 1 (8), 1:17                                             | |
| 40                                                          | 26-10-4                                                     | 15 сентября 2023                                            | Колби Мэдисон (2) (11-5-2)                                  | LIVE Casino, Филадельфия, Пенсильвания, США                 | UD 8 (8)                                                    | Счёт: 80-70, 79-71, 78-72. Завоевал вакантный титул чемпиона США по версии WBC USA Silver в тяжёлом весе. Мэдисон дважды в нокдауне в 8 раунде. |
| 39                                                          | 25-10-4                                                     | 17 июня 2023                                                | Деннис Вэнси мл. (4-9)                                      | Bally's Atlantic City, Атлантик-Сити, Нью-Джерси, США       | TKO 1 (6), 2:01                                             | |
| 38                                                          | 24-10-4                                                     | 2 мая 2023                                                  | Колби Мэдисон (11-4-2)                                      | LIVE Casino, Филадельфия, Пенсильвания, США                 | UD 6 (6)                                                    | Счёт: 59-55 (трижды). |
| 37                                                          | 23-10-4                                                     | 7 октября 2022                                              | Террелл Джамал Вудс (28-53-9)                               | Parx Casino, Бенсейлем, Филадельфия, Пенсильвания, США      | UD 6 (6)                                                    | Счёт: 58-56, 59-55 (дважды). |
| 36                                                          | 22-10-4                                                     | 1 сентября 2022                                             | Майк Маршалл (6-3-1)                                        | Parx Casino, Бенсейлем, Филадельфия, Пенсильвания, США      | TKO 4 (6), 3:00                                             | Маршал в двух нокдаунах: 2 и 4 раундах |
| 35                                                          | 21-10-4                                                     | 29 января 2022                                              | Стефан Шоу (15-0)                                           | Hard Rock Hotel & Casino, Талса, Оклахома, США              | TKO 8 (8), 1:04                                             | |
| 34                                                          | 21-9-4                                                      | 21 августа 2021                                             | Жан Кособуцкий (15-0)                                       | Universum Gym, Гамбург, Германия                            | KO 2 (12), 2:07                                             | Бой за титул чемпиона по версии WBA International (1-я защита Кособуцкого) в тяжёлом весе.                                                      |
| 33                                                          | 21-8-4                                                      | 3 апреля 2021                                               | Джо Джонс (11-3)                                            | 2300 Arena, Филадельфия, Пенсильвания, США                  | TKO 1 (8), 2:50                                             | |
| 32                                                          | 20-8-4                                                      | 7 марта 2020                                                | Фрэнк Санчес Форе (14-0)                                    | Барклайс-центр, Бруклин, Нью-Йорк, США                      | UD 10 (10)                                                  | Счёт: 92-98, 90-100 (дважды). Бой за вакантный титул чемпиона по версии WBC Continental Americas в тяжёлом весе.                                |
| 31                                                          | 20-7-4                                                      | 27 июля 2019                                                | Родни Эрнандес (2) (13-7-2)                                 | College Park Center, Арлингтон, Техас, США                  | UD 10 (10)                                                  | Счёт: 98-92, 96-94 (дважды). |
| 30                                                          | 19-7-4                                                      | 9 марта 2019                                                | Сергей Кузьмин (14-0)                                       | Turning Stone Resort Casino, Верона, штат Нью-Йорк, США     | MD 10 (10)                                                  | Счёт: 95-95, 94-96 (дважды). Бой за титул чемпиона WBA Inter-Continental в тяжёлом весе.                                                        |
| 29                                                          | 19-6-4                                                      | 13 октября 2018                                             | Андрей Федосов (30-3)                                       | Екатеринбург-Экспо, Екатеринбург, Россия                    | UD 10 (10)                                                  | |
| 28                                                          | 19-5-4                                                      | 28 апреля 2018                                              | Брайант Дженнингс (22-2)                                    | Филадельфия, Пенсильвания, США                              | UD 10 (10)                                                  | Счёт: 92-98 (трижды). Бой за вакантный титул чемпиона штата Пенсильвания США в тяжёлом весе.                                                    |
| 27                                                          | 19-4-4                                                      | 1 декабря 2017                                              | Келвин Нуньес (15-0)                                        | Филадельфия, Пенсильвания, США                              | UD 8 (8)                                                    | Счёт: 76-75, 77-74 (дважды). Завоевал вакантный титул чемпиона по версии WBC FECARBOX в тяжёлом весе.                                           |
| 26                                                          | 18-4-4                                                      | 22 сентября 2017                                            | Деметриус Бэнкс (9-1)                                       | Филадельфия, Пенсильвания, США                              | TKO 3 (8), 1:42                                             | |
| 25                                                          | 17-4-4                                                      | 14 апреля 2017                                              | Родни Эрнандес (10-5-1)                                     | Оксон-Хилл, Мэриленд, США                                   | SD 8 (8)                                                    | Счёт: 77-75, 76-76, 74-78. |
| 24                                                          | 17-4-3                                                      | 3 декабря 2016                                              | Вилли Кайлс (2-12)                                          | Джонсон-Сити, Теннесси, США                                 | TKO 1 (6), 1:27                                             | |
| 23                                                          | 16-4-3                                                      | 5 марта 2016                                                | Итало Переа (6-2-1)                                         | Бетлехем, Пенсильвания, США                                 | SD 8 (8)                                                    | Счёт: 78-74, 76-76, 75-77. |
| 22                                                          | 16-4-2                                                      | 28 августа 2015                                             | Нату Висиниа (11-1)                                         | Лас-Вегас, Невада, США                                      | TKO 1 (8), 1:15                                             | |
| 21                                                          | 15-4-2                                                      | 7 августа 2015                                              | Роберт Дантон (11-14-1)                                     | Атлантик-Сити, Нью-Джерси, США                              | TKO 1 (8), 0:31                                             | |
| 20                                                          | 14-4-2                                                      | 8 мая 2015                                                  | Амир Мансур (21-1)                                          | Филадельфия, Пенсильвания, США                              | UD 10 (10)                                                  | Счёт: 94-96, 93-97, 92-98. Бой за вакантный титул чемпиона штата Пенсильвания (США) в тяжёлом весе.                                             |
| 19                                                          | 14-3-2                                                      | 6 марта 2015                                                | Энобонг Умохетте (9-2)                                      | Филадельфия, Пенсильвания, США                              | KO 1 (8), 0:27                                              | |
| 18                                                          | 13-3-2                                                      | 14 ноября 2014                                              | Рейфорд Джонсон (10-15)                                     | Честер, Пенсильвания, США                                   | TKO 1 (8), 2:28                                             | |
| 17                                                          | 12-3-2                                                      | 19 сентября 2014                                            | Йохан Банки (7-8-3)                                         | Честер, Пенсильвания, США                                   | TKO 1 (8), 1:34                                             | |
| 16                                                          | 11-3-2                                                      | 2 августа 2014                                              | Дэвид Уильямс (7-8-2)                                       | Атлантик-Сити, Нью-Джерси, США                              | TKO 1 (8), 1:48                                             | |
| 15                                                          | 10-3-2                                                      | 16 мая 2014                                                 | Марк Райдаут (4-0-2)                                        | Филадельфия, Пенсильвания, США                              | UD 8 (8)                                                    | Счёт: 78-74, 79-73 (дважды). |
| 14                                                          | 9-3-2                                                       | 25 января 2014                                              | Деррик Росси (28-7)                                         | Атлантик-Сити, Нью-Джерси, США                              | SD 8 (8)                                                    | Счёт: 75-77, 78-74 (дважды). |
| 13                                                          | 8-3-2                                                       | 14 ноября 2013                                              | Чарльз Мартин (11-0-1)                                      | Голливуд, Калифорния, США                                   | RTD 4 (6), 3:00                                             | |
| 12                                                          | 8-2-2                                                       | 26 сентября 2013                                            | Кевин Франклин (4-6)                                        | Бетлехем, Пенсильвания, США                                 | UD 6 (6)                                                    | Счёт: 60-54, 58-56 (дважды). |
| 11                                                          | 7-2-2                                                       | 8 февраля 2013                                              | Дидье Бенс (6-0)                                            | Белл-центр, Монреаль, Квебек, Канада                        | UD 6 (6)                                                    | Счёт: 56-58 (трижды). |
| 10                                                          | 7-1-2                                                       | 19 января 2013                                              | Джаррелл Миллер (4-0)                                       | Анкасвилл, Коннектикут, США                                 | PTS 4 (4)                                                   | Счёт: 37-37 (трижды). |
| 9                                                           | 7-1-1                                                       | 18 августа 2012                                             | Дорсетт Барнвелл (6-0)                                      | Атлантик-Сити, Нью-Джерси, США                              | SD 6 (6)                                                    | Счёт: 59-55, 56-58 (дважды). |
| 8                                                           | 7-0-1                                                       | 1 июня 2012                                                 | Эдвин Ранквилло (2-1)                                       | Атлантик-Сити, Нью-Джерси, США                              | KO 4 (6), 2:11                                              | |
| 7                                                           | 6-0-1                                                       | 17 февраля 2012                                             | Хуан Карлос Роблес (12-4)                                   | Сисеро, Иллинойс, США                                       | PTS 6 (6)                                                   | Счёт: 57-57 (трижды). |
| 6                                                           | 6-0                                                         | 13 января 2012                                              | Корей Уинфилд (4-8)                                         | Филадельфия, Пенсильвания, США                              | UD 4 (4)                                                    | |
| Бой                                                         | Рекорд                                                      | Дата боя                                                    | Соперник                                                    | Место проведения боя                                        | Раундов, время                                              | Дополнительно |